# Kloster Grafschaft

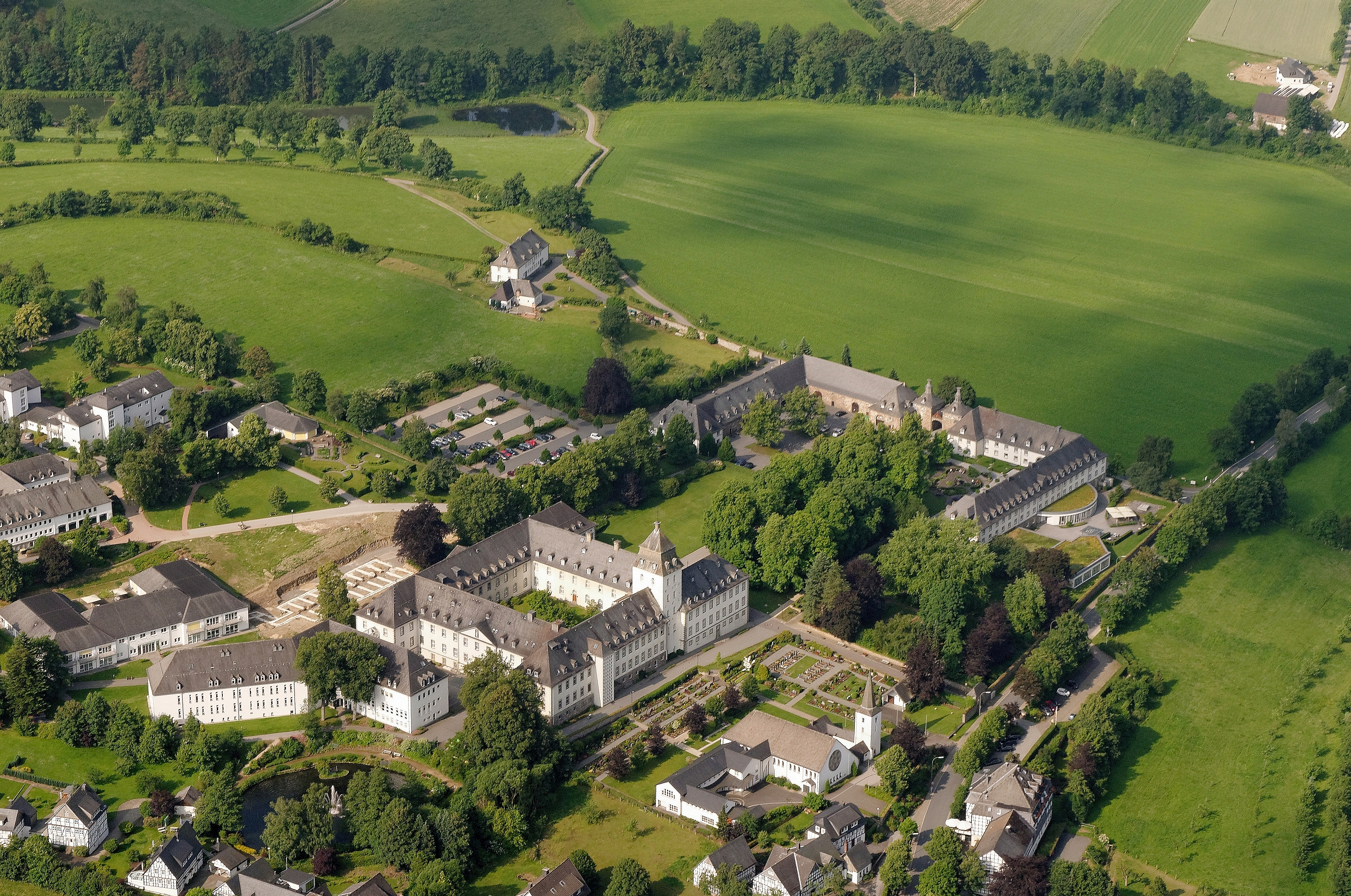
Luftaufnahme des Klosters

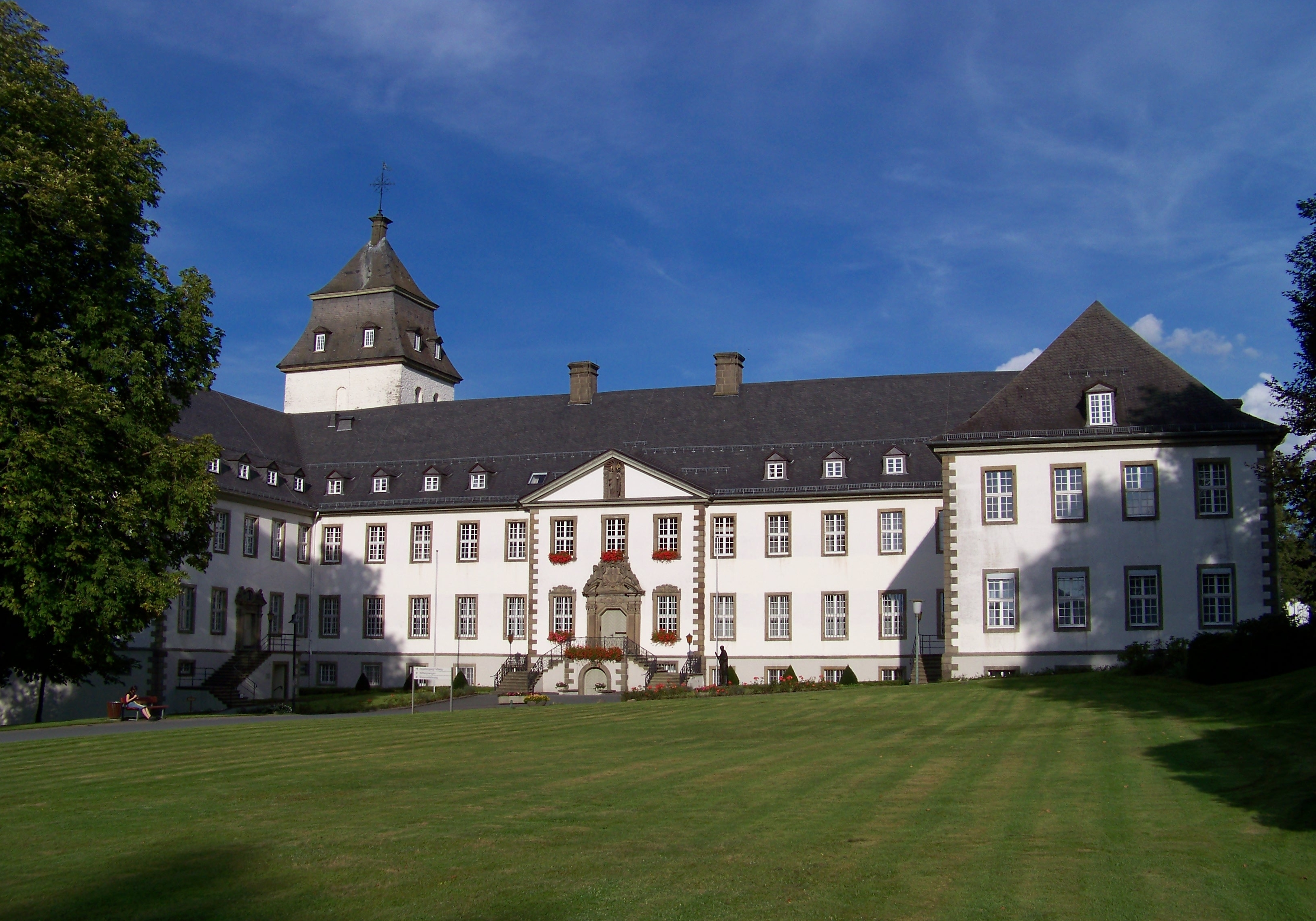
Ansicht des Hauptgebäudes (heute Mutterhaus der Borromäerinnen)

Das Kloster Grafschaft befindet sich im Ortsteil Grafschaft der Stadt Schmallenberg im Hochsauerlandkreis. Von 1072 bis zur Säkularisation im Jahr 1803/04 war es eine Benediktinerabtei. In der ersten Zeit orientierte sich das geistliche Leben an einer Variante der cluniazensischen Reform. Nach einer Phase des Niedergangs wurde es Anfang des 16. Jahrhunderts zwangsweise im Rahmen der Bursfelder Kongregation reformiert. Ökonomisch erlebte es seit dem 17. Jahrhundert einen Aufschwung, der im 18. Jahrhundert die Grundlage für einen völligen Neubau des Klosters bildete. 1804 wurde das Kloster aufgelöst. Vom 19. Jahrhundert bis Mitte des 20. Jahrhunderts nicht monastisch genutzt, beherbergt die Anlage seit 1948 Borromäerinnen. Als Nachfolgegemeinschaft der schlesischen Kongregation ist Grafschaft heute ein Mutterhaus dieses Ordens, nachdem die polnischen Behörden 1945 die meisten Borromäerinnen, nämlich jene deutscher Zunge, aus dem vorigen Generalmutterhaus in Kloster Trebnitz vertrieben hatten. Der Orden betreibt im Kloster das Fachkrankenhaus Kloster Grafschaft als Lungenfachklinik.

## Mittelalter

### Gründungsphase
Im Jahr 1072 wurde das Kloster Grafschaft vom Kölner Erzbischof Anno II. als Benediktinerabtei St. Alexander gestiftet. Der Name des Klosters weist darauf hin, dass Anno das Kloster dem heiligen Alexander weihte. Zu den Gründen dafür gibt es keine gesicherten Belege.
Die Gründung war insofern etwas Neues, als die älteren Klöster im alten Herzogtum Sachsen, zu denen etwa das Kloster in Meschede gehörte, überwiegend Stiftungen des Adels waren. Dieser spielte in Grafschaft, wie auch in den etwa zeitgleichen Gründungen des Bischofs Meinwerk von Paderborn, keine handelnde Rolle mehr. Der Erzbischof erwarb urkundlich das Grundstück von einer Witwe Chuniza und ihrem Sohn Tiemo. Chuniza wurde zeitweise auch mit der Wallburg am Grafschafter Wilzenberg in Verbindung gebracht, wird auch oft zu den Gisonen gerechnet. Nach der Gründung entstand eine dreischiffige Kirche im Basilikastil mit einem Westturm und einer dreischiffigen Krypta im Osten.

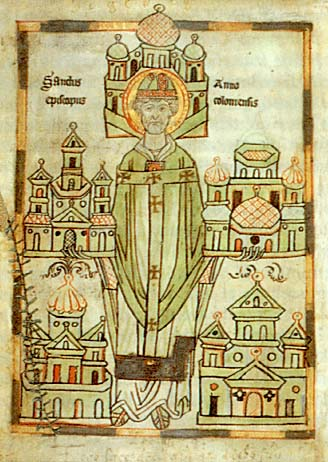
Anno II. mit Modellen von ihm gestifteter Klöster, unter ihnen auch Grafschaft (Vita Annonis Minor bis 1803 im Kloster Grafschaft seither in der Universitäts- und Landesbibliothek Darmstadt)

Die ersten Mönche kamen aus der ebenfalls von Anno gegründeten Abtei in Siegburg. Der erste Abt Luitfried wurde vermutlich von Anno ernannt und nicht gewählt. Prägend war in der Gründungsphase der Geist der cluniazensischen Reform in der Siegburger Ausprägung. Die Siegburger Variante der Reform unterschied sich vom Modell Cluny dadurch, dass keines der Klöster eine Vorrangstellung haben sollte. Grafschaft war also nicht in irgendeiner Weise Siegburg untergeordnet. Ein weiteres Kennzeichen war, dass die Gründungen nach dem Siegburger Vorbild nicht direkt dem Papst unterstellt waren, sondern in den Diözesanverband eingebettet blieben. Dies bedeutete für Grafschaft, dass die „libertas coloniensis“ Annos den Brüdern zwar freie Abts- und Vogtswahlen zugestand, die Äbte aber zum Besuch der Kölner Diözesansynode verpflichtet waren und dem Bischof untergeordnet blieben. Außerdem benötigte der gewählte Abt die Bestätigung durch den Erzbischof. Gegenüber der Klosterreform von Gorze, nach der die Äbte Dienst am Hof der Fürsten leisten sollten, war das im Siegburger Modell nicht vorgesehen. Dies hatte unterschiedliche Folgen. Zunächst blieben Grafschaft die mit dem Hofdienst verbundenen Belastungen und Kosten erspart. Gleichzeitig bedeutete es, dass das Kloster politisch nur schwer eine eigenständige Rolle spielen konnte. Letztlich war St. Alexander ein bischöfliches Eigenkloster. Die enge Verbindung zu Anno zeigt sich auch darin, dass die Mönche für zahlreiche Mitglieder seiner Familie nach ihrem Tod beteten, wie die Einträge im Totenbuch des Klosters zeigen. Die Eigenklosterrechte gingen so weit, dass Anno und seine Nachfolger das Recht hatten, über das Besitztum des Klosters zu verfügen. Zwar veränderten sich die Beziehungen zwischen Kloster und Eigenherr im Laufe der Zeit. Eine starke Bindung Grafschafts an den jeweiligen Erzbischof blieb aber bestehen.
Den weltlichen Schutz des Klosters sowie die weltliche Gerichtsbarkeit im Bereich des klösterlichen Besitzes übte ein Vogt aus. Seit 1166 waren dies die Grafen von Dassel. Ihr Wirken spiegelt sich im Klosterwappen wider. Das Hirschgeweih war das markante Merkmal des Wappens der Grafen von Dassel. 1232 verkauften sie die Vogteirechte an die Grafen von Arnsberg. Mit dem Verkauf der Grafschaft Arnsberg 1368 waren die Erzbischöfe von Köln Inhaber der Vogtei.
Die Untervogtei besaß 1166 ein Edelherr Gerhard von Hachen. Seit dem Beginn des 13. Jahrhunderts war dieses Amt in der Hand der Edelherren von Grafschaft. Sie hatten ihren Sitz in der Burg Norderna in Nordenau in der Nähe des Kahlen Asten. Nachdem der Zweig der Edelherren von Grafschaft ausgestorben war, gelang es Kaspar von Fürstenberg, die Erbvogteirechte zu erringen. Von 1573 bis zur Aufhebung des Klosters übernahmen dann nacheinander verschiedene Angehörige der Familie von Fürstenberg die Untervogtei.

### Gründungsurkunde

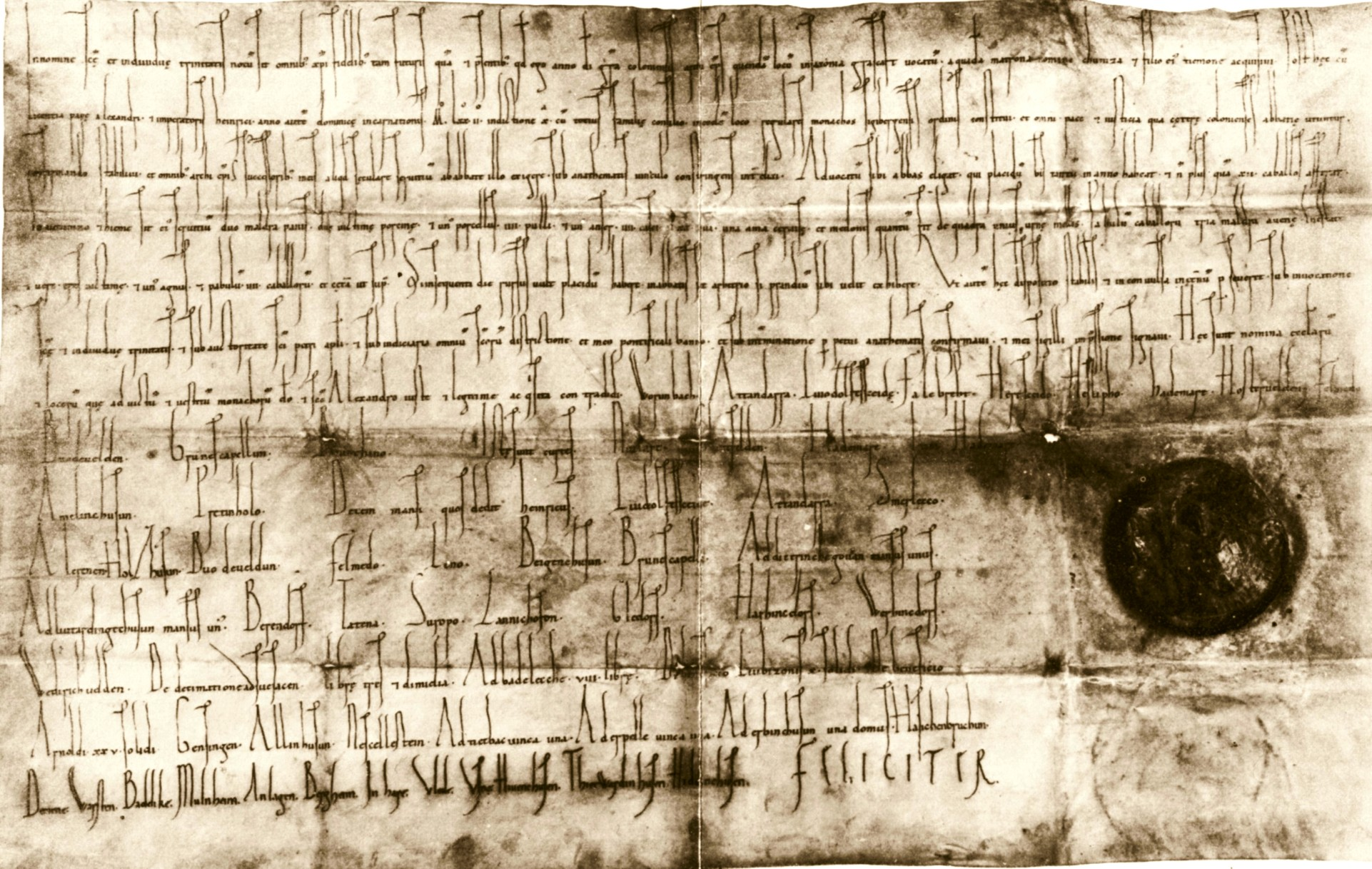
Die möglicherweise nicht aus der Zeit Annos II. stammende Gründungsurkunde

An der Echtheit der erhaltenen Stiftungsurkunde gab es wiederholt wissenschaftlich begründete Zweifel. An der Richtigkeit des Gründungszeitpunktes und des weiteren Inhalts dagegen bestehen keine Zweifel, zumal aus der Zeit von Erzbischof Friedrich I. von Schwarzenburg eine zweifelsfrei echte Bestätigung der Rechte und Besitzungen vorliegt.
Bei einer kritischen Untersuchung kam der Historiker Johannes Bauermann zu dem Ergebnis, dass die Urkunde tatsächlich nicht aus der Zeit Annos stammen kann. Besonders auffällig an der Anno-Urkunde von angeblich 1072 ist die letzte Zeile, in der verschiedene Zehntrechte aufgezählt werden. Schon augenscheinlich ist hier eine andere Hand am Werk gewesen. Weiterhin fallen die Unterschiede in der Schreibung des Ortsnamens Belecke im Urkundentext (Badelecche) und in der letzten Zeile (Badelike) auf. Badelecche ist eine deutlich ältere Schreibung des Ortsnamens Belecke, während die Schreibung Badelike typisch für das 13. Jahrhundert ist. Das bestätigt zusätzlich die Analyse Johannes Bauermanns, der die letzte Zeile paläografisch nach 1200 ansetzt. Als historischer Hintergrund ist ein Zusammenhang mit Streitigkeiten um Zehntrechte zwischen dem Grafen von Arnsberg und dem Erzbischof von Köln zu vermuten, der sich für Warstein urkundlich belegen lässt.

### Materielle Basis
Die Klostergründung in Grafschaft hatte neben religiösen Gründen auch politische Motive. Wie auch seine Nachfolger war Anno bemüht, den politischen und kirchlichen Einfluss Kölns im Sauerland zu sichern und auszubauen. Mit der Gründung erwarben die Erzbischöfe ein schmales weltliches Territorium zwischen den Herrschaftsbereichen der Edelherren von Bilstein und der Grafen von Arnsberg. Im Schmallenberger Raum hatte das Kloster auch insofern erhebliche Bedeutung, als es die Aufsicht über zwölf Kirchen und Kapellen ausübte. Mit der Gründung des Klosters Grafschaft wurden viele Sauerländer Höfe, Weiler und Dörfer erstmals erwähnt. Urkundlich genannt wurden Attendorn, Bödefeld, Bredenol, Brunskappel, Gleidorf, Glindfeld, Hemer, Herntrop, Herscheid, Holthausen (Wüstung südöstlich von Medebach), Osterfelde (Kallenhardt), Lenne, Lenninghof, Lüdenscheid, Nuttlar, Plettenberg, Rüthen, Schmerlecke, Sorpe, Valbert, Velmede, Werntrop, Westfeld, Wormbach, sowie unter anderem Gehöfte bei Belecke.

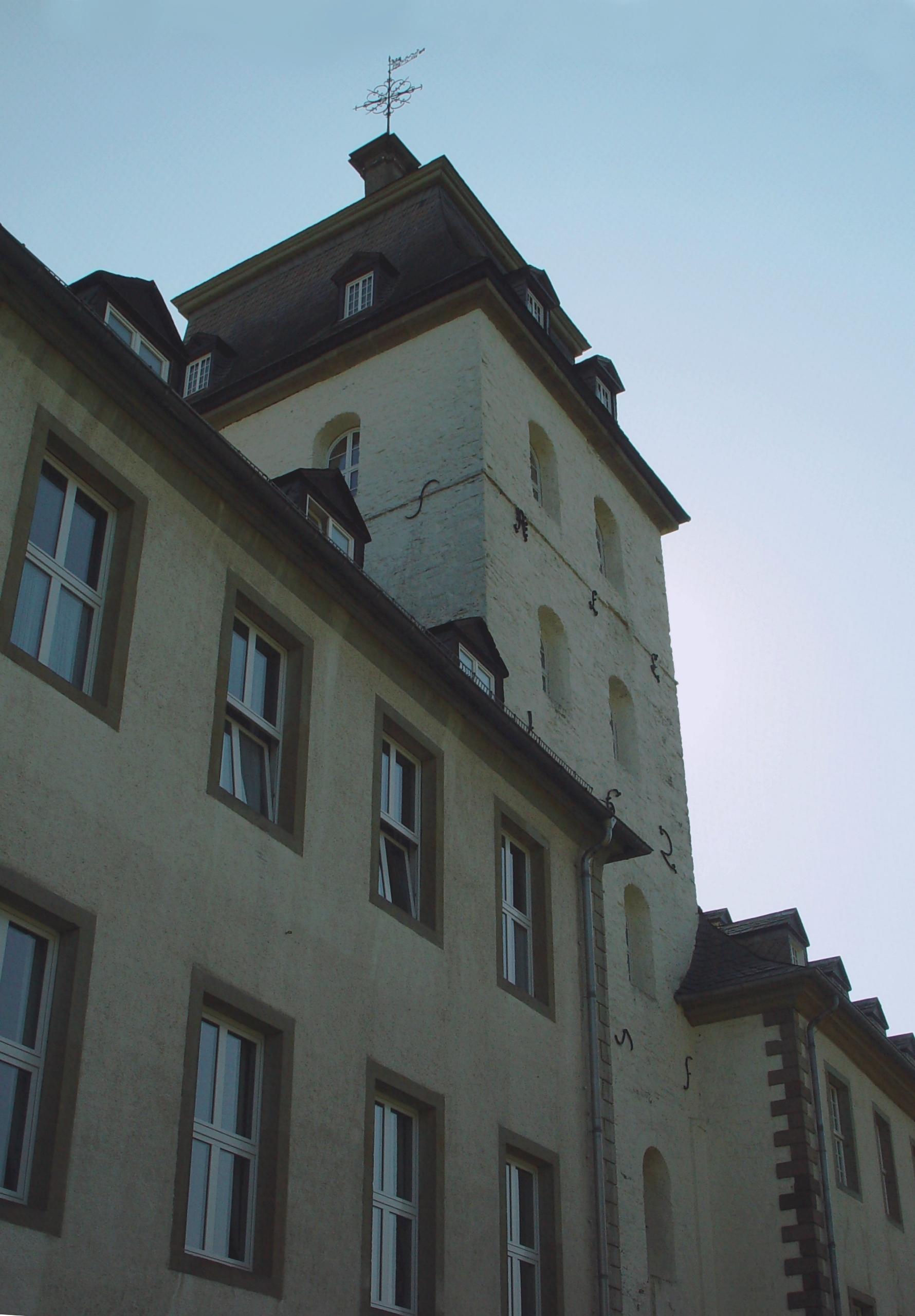
Der aus dem 12. Jahrhundert stammende Turm der abgebrochenen Klosterkirche. Die Turmhaube stammt aus dem 17. Jahrhundert

Johann Suibert Seibertz interpretierte die Gründungsurkunde dahingehend, dass dem Kloster das ganze zu Grafschaft (grascaft, Grascap) gehörende Gebiet mit einer Fläche von etwa fünf Quadratmeilen übergeben worden sei. Auch die Selbstdarstellung des heutigen Klosters enthält diese Version. Im 20. Jahrhundert hat Albert K. Hömberg daran berechtigte Zweifel angemeldet und argumentiert, dass der in der Urkunde auftauchende Begriff locus Grascaft lediglich den gleichnamigen Ort meine. Diese letzte Deutung ist mittlerweile Stand der Forschung. Das westfälische Klosterbuch nennt den Ort Grafschaft als Bereich der Klosterimmunität. An Vögte waren Brunskappel, Kirchrarbach und Oberkirchen als Kirchlehen vergeben. Hinzu kam ausgedehnter Grundbesitz zwischen Hemer und Lüdenscheid bis Schmerlecke am Hellweg. Außerdem unterstellte die Stiftungsurkunde die Kirchen in Wormbach, Attendorn, Lüdenscheid, Valbert, Herscheid, Hesselbach, Hemer, Kallenhardt, Velmede, Bödefeld, Brunskappel und Altenrüthen dem Kloster. Die Besitzungen im Gebiet der Grafschaft Mark gingen spätestens während der Reformation verloren. Ersatz bot teilweise das Entstehen von Filialkirchen aus dem Gebiet der alten Urpfarreien Wormbach und Altenrüthen.
Höfe für die Versorgung und den Unterhalt der Brüder erhielt das Kloster unter anderem in zahlreichen Dörfern in der Umgebung, aber auch in Hemer, Nuttlar, Lüdenscheid und Attendorn. Durch die gute materielle Ausstattung konnte eine größere Zahl von Mönchen als in anderen Klöstern unterhalten werden, und Anno hoffte, dass die Brüder sich ohne wirtschaftliche Sorgen intensiv um das geistliche Leben kümmern würden.
Zum Besitz des Klosters gehörten von Beginn an auch zwei Weinberge im Rheinland bei Bacharach und bei Linz. Sie gingen nach der Säkularisation in den Besitz der Familie von Fürstenberg über und sind heute Teil des Weingutes Schloss Fürstenberg.

### Entwicklung bis ins Spätmittelalter
In der Anfangszeit war das Leben in Grafschaft wie auch in Siegburg für Verhältnisse im deutschsprachigen Raum ungewöhnlich streng, wie Lampert von Hersfeld berichtete. Gebetsverbrüderungen bestanden mit den Klöstern in Gladbach, Deutz und möglicherweise auch Nonnenwerth.
In den ersten Jahren seines Bestehens kam es zu Auseinandersetzungen mit dem Stift Meschede über das Landdekanat Engeren (Angria), das sich etwa von Brilon bis zur Grenze der Erzdiözese Mainz erstreckte. Erzbischof Friedrich entschied 1101 gegen Grafschaft. Die enge Bindung an die Kölner Erzbischöfe führte dazu, dass Grafschaft unter der Oppositionspolitik von Friedrich von Schwarzenburg, dem Erzbischof von Mainz, und Lothar von Supplinburg gegen Heinrich V. zu leiden hatte. Im Jahr 1114 überfielen kaisertreue Truppen unter dem Reichsbannerträger und Oberlahngau-Grafen Giso IV. das Kloster; dabei wurde es stark beschädigt.

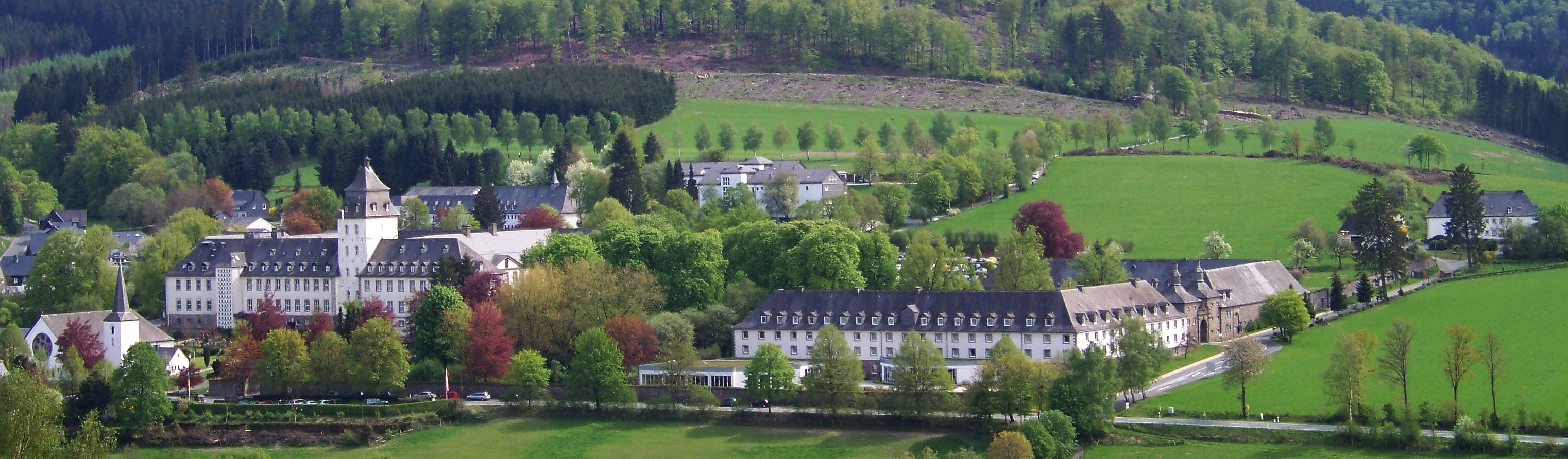
Panoramaansicht des gesamten Klosterkomplexes. Zu sehen sind auch das Torhaus und die anschließenden ehemaligen Wirtschaftsgebäude.

In den Folgejahren wurde das Kloster wieder aufgebaut, und es kam zu einer längeren Blütezeit. Für seine Bedeutung spricht, dass Grafschaft im 12. Jahrhundert einen Konvent von zeitweise achtzig Brüdern beherbergte. Beim Wiederaufbau wurde beim Bildprogramm der Klosterkirche nicht zuletzt Wert auf die Erinnerung an den heiligen Anno gelegt. Eine Annostatue war Teil des Hauptaltars, und ein Seitenaltar war neben dem heiligen Benedikt auch Anno geweiht.
Ein auf längere Sicht bedeutender Einschnitt war unter Abt Widukind von Wittgenstein (von 1258 bis 1272) die Teilung der Einkünfte des Klosters zwischen Abt und Konvent. Ein Drittel der Einkünfte stand seither dem Abt, zwei Drittel dem Konvent zu. In Widukinds Amtszeit fiel auch die Übertragung von nennenswertem Besitz (u. a. die Übertragung von Berleburg in Erbpacht) an das Haus Wittgenstein, was die finanzielle Situation des Klosters erheblich schwächte. Im Jahr 1272 wurde der Bau durch einen Brand fast völlig zerstört, was die Zeitgenossen als göttliche Strafe deuteten. Unter Abt Gottfried von Bilstein erfolgten dann der Wiederaufbau und zumindest teilweise eine Sanierung der finanziellen Situation der Abtei.
Im oberen Sauerland konnte Grafschaft seinen geistlichen Einfluss in den Folgejahren ausbauen. 1294 übertrug das Kloster seinen Haupthof in Glindfeld dem Augustinerinnenkloster Küstelberg. Dafür verpflichteten sich die Nonnen, ihren Propst aus dem Kloster Grafschaft zu wählen. Drei Jahre später beauftragte der Kölner Erzbischof Wigbold von Holte am 12. März 1297 den Grafschafter Abt mit der Übersiedlung der Augustinerinnen von Kloster Küstelberg in das Augustinerinnenkloster Glindfeld.
Ein geistlicher Höhepunkt in der Geschichte des Klosters war im 14. Jahrhundert die Übertragung einer Armreliquie des heiligen Anno II. (1391) aus dem Kloster Siegburg. Der Kölner Erzbischof Dietrich II. von Moers weihte 1444 eine Kapelle und einen Altar in der Eingangshalle der Kirche zu Ehren des Erzengels Michael und der Heiligen Engel. Diese später abgerissene Kapelle diente als Grabstätte der Edelherren von Grafschaft.
Zwar erhielt das Kloster im 13. und 14. Jahrhundert noch nennenswerte Schenkungen, und den Äbten gelang es, den Besitz weitgehend zu bewahren. Gleichwohl verschlechterte sich die finanzielle Lage erneut, weil die einfache monastische Lebensweise immer stärker zu Gunsten eines weltlich anmutenden Lebensstils verdrängt wurde. Insbesondere die Äbte kümmerten sich kaum noch um ihre geistlichen Pflichten, sondern führten immer mehr das Leben weltlicher Herren. Ein Kennzeichen für den Niedergang war, dass die Brüder Testamente verfassten, obwohl sie nach der Klosterregel eigentlich keinen persönlichen Besitz haben durften. Außerdem war es üblich geworden, beim Eintritt in das Kloster statt des Armutsgelübdes zu schwören, dass man mit der Aufteilung der Güter zwischen Abt und Konvent einverstanden sei. Allerdings wurde den Brüdern anders als in anderen Klöstern kein ausschweifendes oder sonstiges unsittliches Verhalten vorgeworfen. Zu den Veränderungen gehörte auch, dass die Höfe des Klosters nicht mehr von Laienbrüdern bewirtschaftet, sondern verpachtet wurden. Die Pächter zahlten ihre Abgaben häufig nicht fristgerecht oder nicht vollständig.
Wegen der schwieriger gewordenen wirtschaftlichen Situation beschränkte Erzbischof Wigbold von Holte im Jahr 1304 die Zahl der Mönche auf 24, um den Unterhalt des Klosters zu sichern.

### Verhältnis von Kloster und Stadt Schmallenberg
Das Kloster spielte über seine eigene Geschichte hinaus eine wichtige Rolle für die Entwicklung Schmallenbergs, wurde doch die Burg Schmallenberg gegen Ende des 12. Jahrhunderts vor allem zum Schutz der Abtei erbaut. Aus der Ansiedlung im Schatten der „Smalenburg“ ging schließlich die heutige Stadt hervor.
Zur Erhebung der Abgaben unterhielt das Kloster in Schmallenberg, wie auch in Warstein, eine Niederlassung mit Lehnskammer und Zehntscheuer. Eine Gerichtsherrschaft über die Stadt bestand nicht, hatte Grafschaft diese doch an die Edelherren von Bilstein verpachtet. Bei der Befestigung der Stadt mit einer Mauer im Jahre 1243 war das Kloster an den Kosten beteiligt. Im Gegensatz zur älteren Forschung Hömbergs führt der Historiker Manfred Wolf ins Feld, dass das Kloster nicht Stadtherr von Schmallenberg war. Mit dem Aufschwung der Stadt kam es dennoch immer wieder zu Konflikten mit der Abtei. So war das Recht auf die Besetzung der Pfarrerstelle lange umstritten. Dieses Problem verschärfte sich nach 1507, als das Kloster dazu überging, als Pfarrer in der Stadt nicht mehr Weltgeistliche, sondern Ordensbrüder einzusetzen. Andere Konflikte entstanden aus dem Mitnutzungsrecht von Kloster und Stadt an den Wäldern. Ebenso gab es Streit um Weide-, Fischereirechte und ähnliche Gerechtsame.

### Handschriften

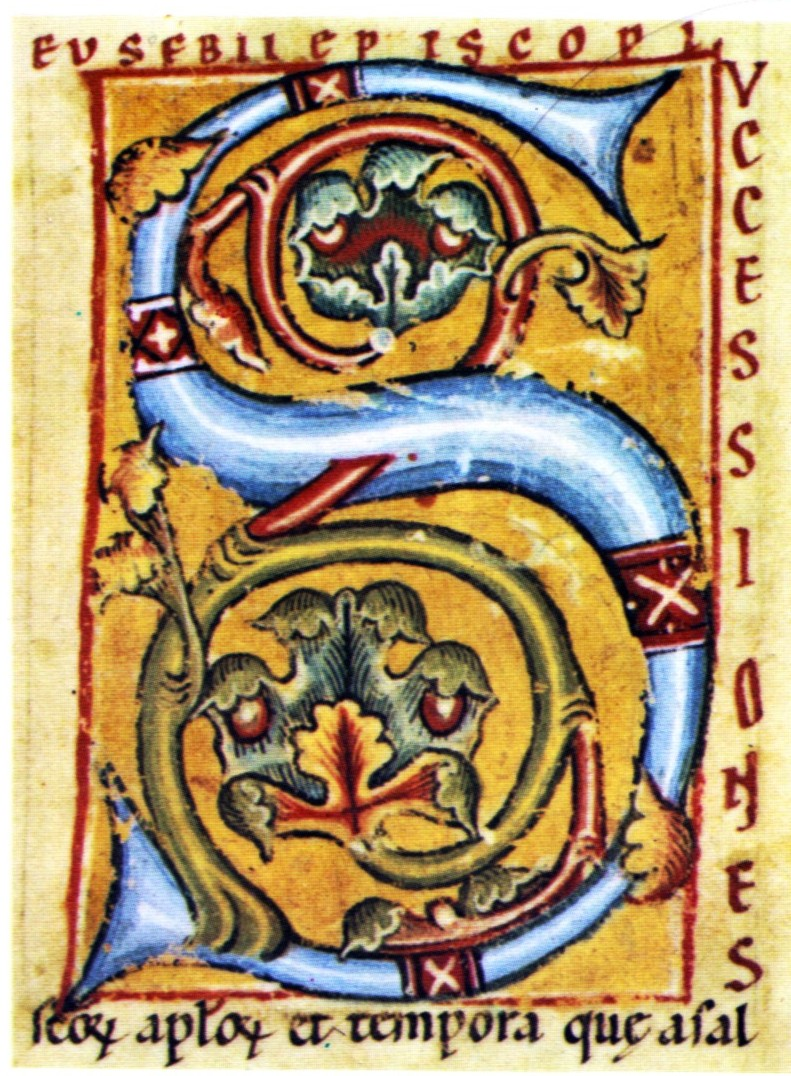
Initiale aus einer Handschrift des Klosters Grafschaft

Zur Erinnerung an den Klostergründer Anno erhielt die Abtei von ihrem Mutterkloster in Siegburg 1186 eine kostbare Handschrift, die heute als Vita Annonis Minor bezeichnete Arbeit. Andere Autoren gehen davon aus, dass die Schrift erst im 14. Jahrhundert nach Grafschaft kam.
Aber auch in Grafschaft selbst entstanden Handschriften mit kunstvoller Initialornamentik. In Darmstadt befindet sich heute etwa ein Band mit verschiedenen Heiligenviten vom Ende des 11. oder Anfang des 12. Jahrhunderts. Ebenfalls erhalten ist eine Sammelhandschrift aus der zweiten Hälfte des 12. Jahrhunderts. Darin enthalten sind unter anderem ein Hrabanus-Maurus-Kommentar über Teile des alten Testaments sowie der Brief des Magdeburger Erzbischofs Adalgot, der als Aufruf zu einem Kreuzzug gegen die Wenden an verschiedene Empfänger gegangen war. Um 1150 ist eine Apophthegmata Patrum (d. h. eine Sammlung der Vätersprüche), ebenfalls heute in Darmstadt, zu datieren. Die Grafschafter Handschrift dieser ältesten Zeugnisse des Mönchstums weicht dabei in Sprache, Auswahl und Anordnung von anderen ab.
Die Grafschafter Handschriften gehören zwar nach Meinung heutiger Experten nicht zu den Höhepunkten der Buchkunst ihrer Zeit, werden aber durchaus als bemerkenswerte Arbeiten eingestuft. Dies gilt allerdings nicht mehr für die Arbeiten, die im Verlauf des 13. Jahrhunderts entstanden sind. Ein in dieser Zeit in Grafschaft entstandenes Evangeliar war nur noch von mäßiger Qualität. Dies könnte ein Hinweis auf ein Nachlassen des anfänglichen geistlichen Strebens sein. Insgesamt sind heute in Darmstadt aus Grafschaft 22 Handschriften aus dem hohen und späten Mittelalter sowie aus dem 16. und frühen 17. Jahrhundert erhalten, darunter sechs Palimpsesthandschriften. Hinzu kommen weitere Schriften aus ursprünglich anderen Klöstern.

## Frühe Neuzeit

### Krise und Reform

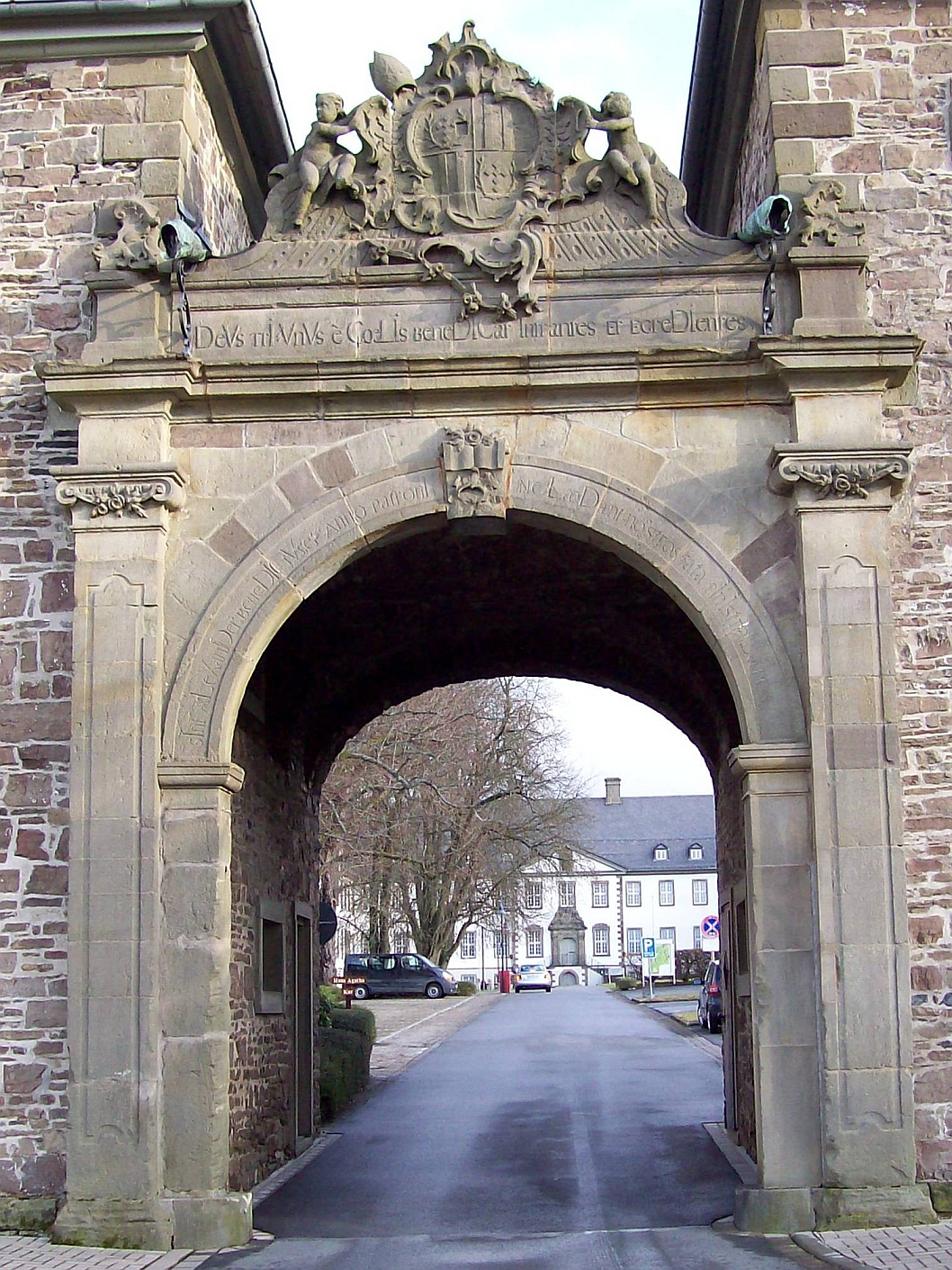
Einfahrt Torhaus mit Klosterwappen und dem Willkommensgruß „Der dreifaltige Gottes im Himmel segne die Ein- und Austretenden.“

Im 15. Jahrhundert wurde das Kloster fast gänzlich zu einer Versorgungsanstalt für die Nachkommen des regionalen Adels. Dabei führten der nachlassende Ruf der Einrichtung, aber auch ökonomische Gründe dazu, dass die Zahl der Brüder immer mehr abnahm. Im Jahr 1507 beherbergte Kloster Grafschaft nur noch sieben Mönche. Erzbischof Hermann IV. von Köln bemühte sich daher um eine umfassende Reform der Einrichtung. Vorgeworfen wurde den Mönchen über Privatbesitz verfügt zu haben. Außerdem seien die Sitten im Konvent völlig verfallen gewesen. Neuere Forschungen zeichnen indes ein differenzierteres Bild. Danach hatte die schlechte wirtschaftliche Situation auch mit den hohen Geldforderungen des Erzbischofs zu tun. Zwar hatten tatsächlich einige Mönche Güter in Privatbesitz. Aber dabei handelte es sich um den Versuch Besitzungen vor dem Zugriff des Erzbischofs zu retten. Es wurden Besitzungen an Strohmänner verkauft, von denen Mönche sie dann erwarben und sie so vor dem Zugriff des Erzbischofs schützten. Es ging diesem im Übrigen bei der Reformierung des Klosterlebens auch darum, die bisherige weitgehende Unabhängigkeit von bischöflichen Weisungen zu beseitigen.
Die noch verbliebenen Mönche aus der vorangegangenen Zeit mussten das Kloster verlassen. Sie erhielten eine Pension oder wurden Pfarrer. Die Reform umsetzen sollte der neu ernannte Abt Albert von Köln zusammen mit einem neuen Konvent aus Angehörigen des Klosters Brauweiler. Nach dem Tod des Erzbischofs bemächtigte sich am 30. Oktober 1508 der ehemalige Abt Peter von Dörenbach mit adligen Freunden und früheren Mönchen wieder des Klosters. Die neuen Brüder flohen zunächst. Erst nach der Vertreibung Dörenbachs durch Truppen des Erzbischofs konnte sich der neue Konvent behaupten.
Der personelle Wechsel war mit einem sozialen Wandel in der Zusammensetzung des Konvents verbunden.
Von da an stammten die Mönche nicht mehr aus dem niederen Adel, sondern aus bürgerlichen und bäuerlichen Familien.
Die Reformen sollten durch den 1508 erfolgten Beitritt der Abtei zur Bursfelder Kongregation, einem Zusammenschluss von Reformklöstern des späten Mittelalters, gesichert werden. Neben der Pflege der Liturgie setzte die Kongregation auf ein intensives wissenschaftliches Studium und eine strenge monastische Lebensordnung. Die Kongregation war durch ein System gegenseitiger Kontrollen und Visitationen verbunden. Auf dem Generalkapitel von 1510 wurde festgelegt, dass Grafschaft durch die Äbte der Klöster Abdinghof und Boke zu visitieren sei. Grafschaft selbst wurde 1513 das Benediktinerinnenkloster Odacker unterstellt. Die Ergebnisse der Visitationen waren für Grafschaft nicht immer positiv. Eine vom Generalkapitel 1514 angeordnete Sondervisitation nahm Anstoß an der Lebensweise der Mönche. Auch in den folgenden Jahren gab es immer wieder Kritik. Im Jahr 1518 lautete der Vorwurf etwa, das Kloster Grafschaft halte sich nicht an die von der Kongregation festgelegten Riten und habe zudem die Visitatoren behindert. Im Jahr 1520 und 1522 wurde dem Abt Albert gar mit seiner Suspension gedroht.
In dieses System der gegenseitigen Kontrolle war auch Grafschaft seinerseits eingebunden. So wurde der Abt Emericus Quincken im 17. Jahrhundert vom Generalkapitel mehrfach zum Visitator gewählt. Später gehörte er als Mitpräsident auch der Führung der Kongregation an.
Aber auch die Eingliederung in die Kongregation verhinderte nicht, dass sich die Klosterzucht erneut lockerte. Hinzu kam, dass während der Reformation ein Teil der Einwohner der zum Kloster gehörenden Orte dem neuen Glauben zuneigten. Dies führte dazu, dass Abt Heinrich Steinhoff von Würdinghausen resigniert sein Amt niederlegte und ohne Pension aufgab.

### Hinwendung zu Bergbau und Eisengewerbe

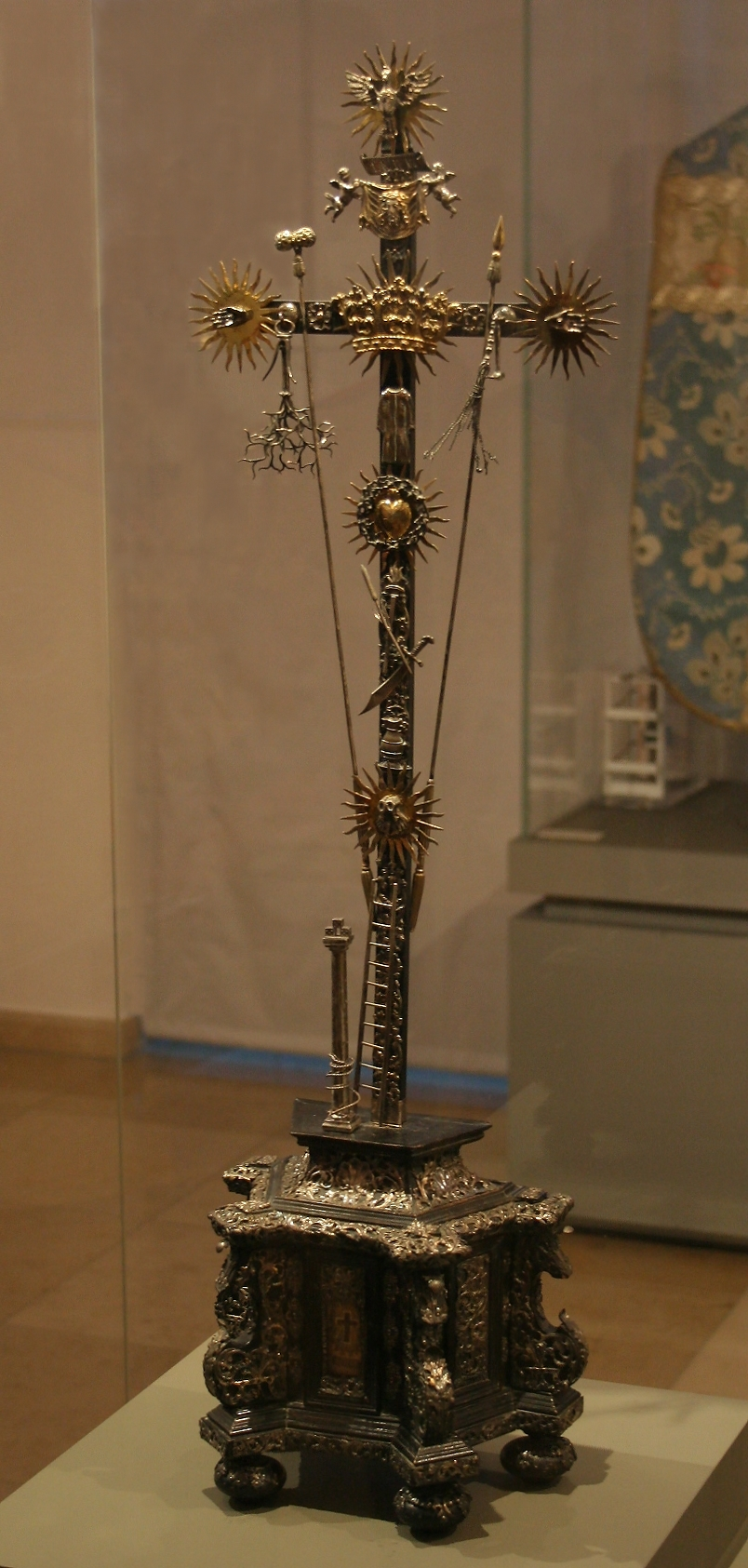
Reliquienkreuz des Hl. Karl Borromäus (Italien, Mitte 16. Jahrhundert, Silber, teilweise vergoldet, Holz) im Museum Kloster Grafschaft in Schmallenberg

Die Rechte und Einkünfte der Gemeinschaft wurden in der so genannten Rolla antiqua von 1515 neu geregelt und dokumentiert. Bis zum Ende des 16. Jahrhunderts stieg die Zahl der Mönche langsam wieder bis auf zehn an. Dennoch blieb die finanzielle Situation schwierig. Dies ging so weit, dass um 1600 der Erzbischof erwog, das Kloster zu schließen. Ein Grund dafür war nicht nur Misswirtschaft in den letzten Jahrhunderten, sondern es gab dafür auch strukturelle Ursachen. Die Agrarkrisen des 14. und 15. Jahrhunderts hatten die Gemeinschaft stark belastet. Dies führte zur Überschuldung des Klosters; die Schulden konnten auch die nachkommenden Generationen nicht abtragen.
Die Brüder versuchten, die Abhängigkeit von der Grundrente und den agrarischen Einkünften zu verringern, indem sie gewerbliche Unternehmungen aufbauten. Eine eisengewerbliche Tätigkeit ist bis in das 16. Jahrhundert belegt. Im Jahr 1590 wurden die Hütten- und Hammerwerke des Klosters vom Erzbischof von allen Abgaben befreit. Zu den klösterlichen Betrieben zählten die von Wasserkraft betriebenen Eisenhämmer an den Flüssen Lenne und Sorpe. Außerdem baute das Kloster eine Schmelzhütte bei Obersorpe. Ein weiteres Eisenwerk lag bei Latrop. Damit trug es in dieser Zeit zum Aufschwung des Bergbaus und des Eisengewerbes im Sauerland bei. Das Zentrum des Grafschafter Bergbaus war im 18. Jahrhundert die Gegend um Silbach. Dort hatte das Kloster allein sechs Blei- und Eisenerzgruben. Weitere Belehnungen durch das Bergamt in Brilon erfolgten für Siedlinghausen, Bigge, Niedersfeld, Medebach, Dreislar, Altenbüren und Schmallenberg.
Einer der Mönche war für das Gewerbe zuständig und hatte die Oberaufsicht. Die Hütten selbst waren verpachtet, das Kloster behielt sich als Verleger die Rechnungs- und Buchführung der einzelnen Anlagen vor, während die Pächter Rohstoffe zu besorgen und Arbeitskräfte zu bezahlen hatten. Ähnlich war die Situation bei den Hammerwerken.
Die Einkünfte aus dem Gewerbe waren durchaus beachtlich. Die Hütte in Obersorpe brachte zusammen mit den Hämmern in Mittelsorpe im 17. Jahrhundert jährlich etwa 100 Reichstaler Gewinn ein. In einem Rechnungsbuch wurden als Einnahmen aus dem Eisengewerbe zwischen 1787 und 1790 insgesamt fast 4700 Reichstaler und für 1790 bis 1791 sogar fast 7400 Reichstaler angegeben. Gegenüber der Konkurrenz bürgerlicher Gewerke hatte das Kloster den Vorteil, dass die Holzkohle als der mit Abstand teuerste Kostenfaktor in den eigenen Wäldern gewonnen werden konnte.

### Wiederaufschwung seit dem 17. Jahrhundert

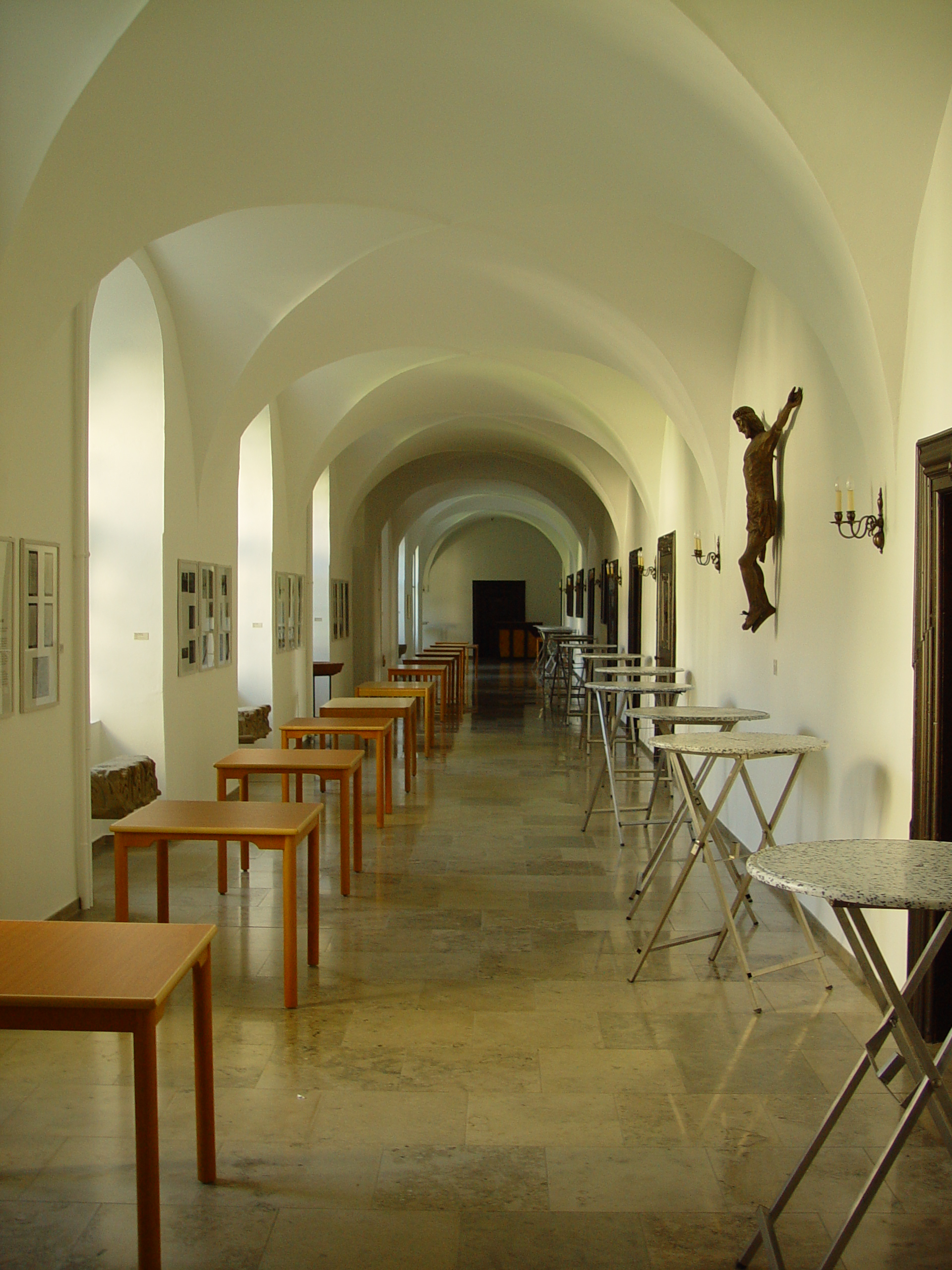
Teil des ehemaligen Kreuzganges, heute Innengang im Mutterhaus der Borromäerinnen

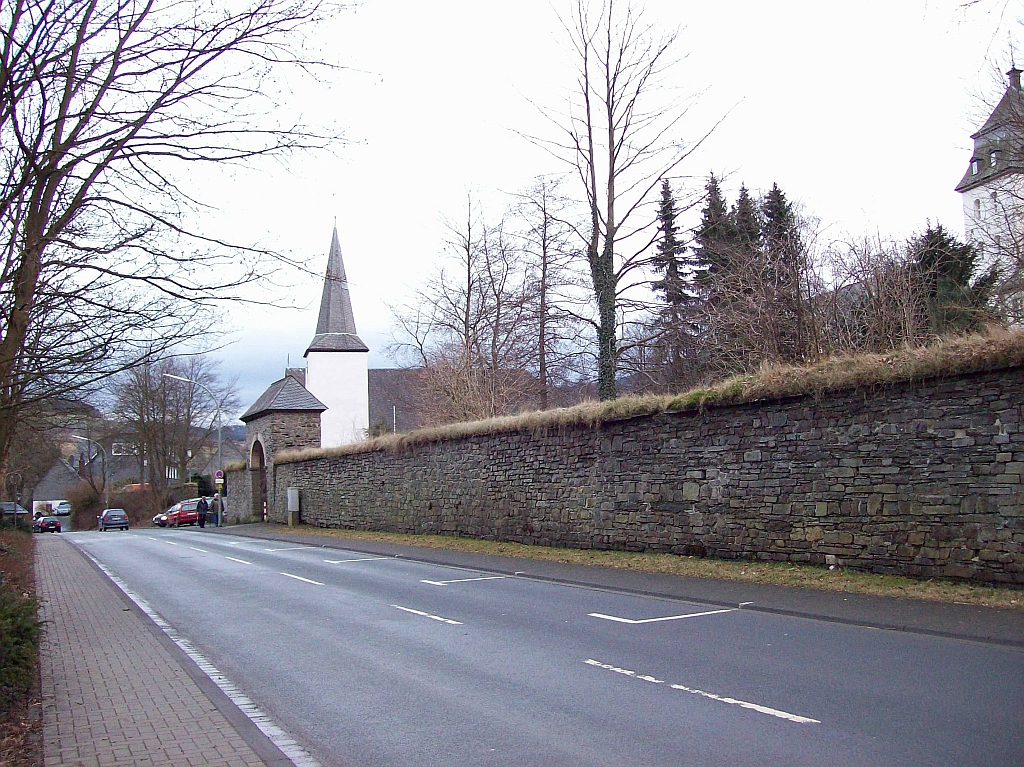
Klostermauer aus dem 17. Jahrhundert

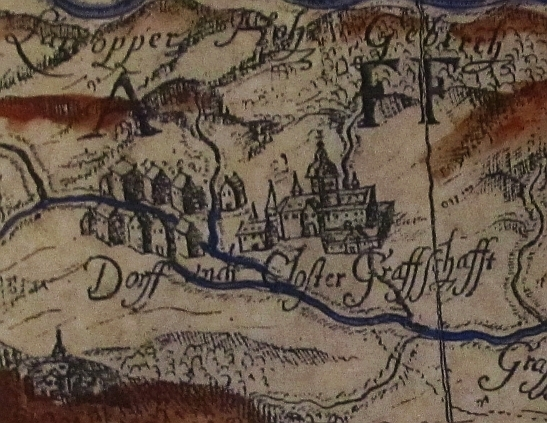
Closter Graffschafft 1653

Um eine mögliche Schließung abzuwehren, wählte das Kloster im Jahr 1612 das einzige Mal in seiner Geschichte einen auswärtigen Abt. Der Abt Gabel Schaffen aus dem Kloster Abdinghoff wurde gewählt, weil er einen hervorragenden Ruf als Klosterverwalter besaß. Schaffen begann mit einer geschickten Umschuldungsaktion. Er nahm neue Darlehen auf und nutzte sie dazu, die dem Kloster gehörenden verpfändeten Höfe wieder auszulösen. Mit den nun wieder fließenden Einnahmen konnten die über Jahrhunderte angehäuften Schulden rasch abgezahlt werden. Von den Verheerungen des Dreißigjährigen Krieges weitgehend verschont, begann sich die finanzielle Situation des Klosters unter seiner Leitung und der seines Nachfolgers Johannes Worth entscheidend zu verbessern. Schaffen sorgte durch die Anlage von Urbaren dafür, dass die Ansprüche auf Einkünfte durch schriftliche Belege gesichert wurden.
Über die materielle Ebene hinaus sorgte Schaffen für eine erneute Reform des monastischen Lebens durch eine strikte Festlegung des Tagesablaufs auf die Regula Benedicti.
Innerhalb des Klosters waren die Maßnahmen Schaffens erfolgreich, sie stießen aber auch auf einige Widerstände. Seine Widersacher planten sogar einen Giftanschlag auf ihn. Die Vorbereitungen zum Attentat wurden aber vorzeitig entdeckt. Man verurteilte die drei beteiligten Mönche zu lebenslangem Arrest in den Klöstern St. Pantaleon in Köln, Brauweiler und Maria Laach.
Der Aufschwung zeigte sich am Ausbau der Klosterbibliothek. Zur Zeit Schaffens wurden zahlreiche neue Bücher angeschafft. Ein Erwerbungskatalog nennt für die Zeit zwischen 1580 und 1631 insgesamt 271 Neuerwerbungen. Die Bücher waren mehrheitlich im weitesten Sinn theologischer Natur. Hinzu kamen antike Autoren wie Terenz, Vergil oder Horaz, aber auch geographische und ökonomische Werke. Die Bibliothek war damit zwar noch nicht bemerkenswert, aber für die Bedürfnisse der Brüder ausreichend, wie Aegidius Gelenius urteilte. Ganz anders bewertete der Historiker Kurt Hans Staub, der den Erwerbungskatalog 1972 auswertete, die Sammlung. Nach ihm enthielt die Bibliothek im 17. Jahrhundert eine Sammlung der wichtigsten theologischen Werke, die seit dem Konzil von Trient erschienen waren. Auch der hessische Aufhebungsbevollmächtigte, der nach dem Übergang des Herzogtums Westfalen an Hessen-Darmstadt 1802 eine Bestandsaufnahme des Klosterbesitzes vornahm, fand eine große Menge an Büchern vor.
Ein Kennzeichen für den Aufschwung des Klosterlebens war, dass die Ritenkongregation in Rom den Äbten 1632 das Recht verlieh, eine Mitra zu tragen. Sichtbar wurde der neue Wohlstand nicht zuletzt in einer umfangreichen Bautätigkeit. Ab 1616 wurden zunächst einige Wirtschaftsgebäude errichtet und eine Mauer um das Kloster gezogen. 1625 entstand eine neue Wohnung für den Abt und für die Gäste. 1626 wurde eine Infirmaria (Krankenhaus) eingerichtet und dort eine Kapelle zu Ehren des Heiligen Rochus geweiht. 1629 erhielt der Turm eine Barockhaube. Abt Worth ließ ein eigenes Bibliotheksgebäude errichten.
Nach außen führte die stärkere Hinwendung zur Pfarrseelsorge zu Konflikten im Schmallenberger Raum. Dadurch kam es erneut zu Auseinandersetzungen mit der Stadt. Die Versuche, einen Kompromiss in der Frage der Besetzung der Schmallenberger Pfarrei zu schließen, blieben erfolglos. Nicht zuletzt ließ dieser Konflikt Teile der Schmallenberger Bürgerschaft zeitweilig zum evangelischen Glauben tendieren. Die Auseinandersetzung zwischen Kloster und Stadt endete erst 1683, als das Werler Offizialatgericht dem Kloster das Patronatsrecht uneingeschränkt zugestand.

### Neubau des Klosters

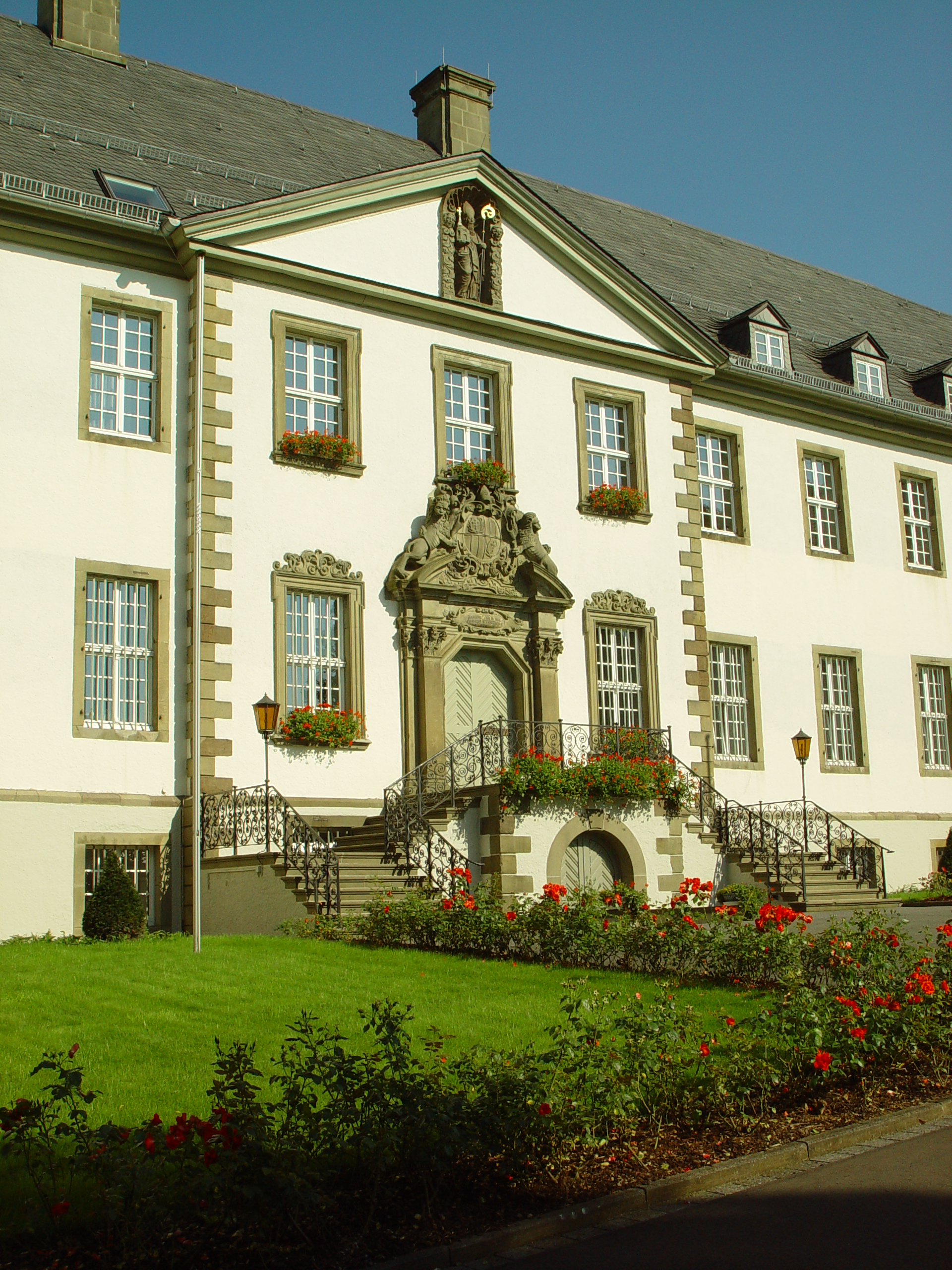
Barocker Haupteingang zum heutigen Mutterhaus mit dem Klosterwappen über der Tür und der Statue des heiligen Anno im Giebelfeld

Unter Abt Ambrosius Bruns begann 1729 der Bau des neuen, heute noch vorhandenen Klosters. Am 19. Mai 1729 legte der Abt den Grundstein für das Kloster und den Eckstein für die Kellnerei. Der völlige Neubau der Abtei durch den Baumeister Michael Spanner erfolgte zwischen 1729 und 1742. Der äußere Gebäudeschmuck (Portale, Fensternischen, Figuren) aus Rüthener Grünsandstein wurde überwiegend von Melchior Klug angefertigt. In den Jahren 1738 bis 1743 errichtete Spanner die neue Klosterkirche; sie erhielt in den Jahren 1744 bis 1757 eine neue Ausstattung. Fast das gesamte Inventar der alten abgerissenen Kirche ging an die zur gleichen Zeit neuerrichtete Grafschafter Propsteikirche in Belecke. Zu dem Inventar gehörte der prächtige Hauptaltar aus dem Jahre 1665, der von Ferdinand von Fürstenberg gestiftet worden war, die reichverzierten Säulen und Figuren des Bildhauermeisters Johann Sasse aus Attendorn und das 211 × 187 Zentimeter große wertvolle Weihnachtsbild des berühmten Barockmalers Johann Georg Rudolphi. Die Weihe des neuen Gotteshauses erfolgte allerdings erst 1747 durch Abt Ludwig Grona. Viele Handwerker und Künstler aus Dillenburg, Münster, Würzburg, Paderborn und dem Sauerland hatten an der Entstehung mitgewirkt. Zahlreiche Facharbeiter kamen mit dem Architekten Spanner aus Sachsen. Da viele Handwerker und Arbeiter im Winter in ihre Heimat zurückkehrten, ruhte in dieser Zeit der Bau.
Später wurden auch die Wirtschaftsgebäude zwischen 1765 und 1787 von Ignatius Gehly und Johann Diederich Einhäuser neu errichtet. Im Jahr 1770 folgte der Neubau des Torhauses. Die Gesamtanlage wies nunmehr weitgehend einen barocken Stil auf.
Die Kirche wurde als dreischiffige Hallenkirche errichtet und galt als die schönste Kirche des kurkölnischen Sauerlandes. Der alte Turm des Vorgängerbaus mit der Kapelle des Abtes blieb durch Integrierung in den Neubau erhalten. Unter dem Chor befand sich eine Krypta mit einem Altar und Grabgewölben. Ein Meister Peters aus Warstein fertigte ein barockes Chorgestühl mit sechzig Plätzen sowie Kanzel und Beichtstühle an. Der Schlosser Kaspar Störmann aus Schmallenberg schuf das den Chor der Mönche von dem Kirchenschiff trennende kunstvolle Gitter. Der Holzbildhauer Johann Heinrich König sorgte für den plastischen Schmuck an der Kanzel und am Kreuzaltar. Die Orgel baute Johann Philipp Seuffert aus Würzburg. Dabei existierten neben der Hauptorgel noch zwei weitere Orgeln. Neben fünf Nebenaltären errichtete der Schreiner Christoph Volmar aus Geseke den Hauptaltar, der von dem Bildhauer Johann Theodor Axer aus Paderborn und dem Maler Honck vollendet wurde. Neben den Barockelementen wies die Kirche zahlreiche Rokokoarbeiten auf. Insbesondere der plastische Bildschmuck war mit stilbildend für die westfälische Bildhauerei jener Zeit.

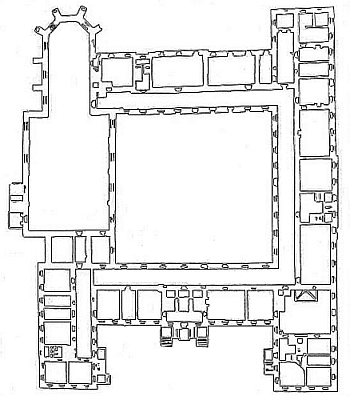
Plan des Klosters aus dem Jahr 1832

Im Süden an die Kirche angeschlossen war ein dreiflügeliger Kreuzgang. Westlich von der Kirche befand sich die Wohnung des Abtes. Daran angegliedert war ein Archivgebäude. Unter der Wohnung des Abtes waren die Brauerei und die Schnapsbrennerei, im Westflügel der Anlage war das Gästehaus des Klosters untergebracht. Dort befand sich, umrahmt von Ökonomiegebäuden, der mit dem Wappen des Klosters und einer Statue des heiligen Anno geschmückte Haupteingang. Im Südflügel waren die Kellnerei und das Refektorium untergebracht. Darüber lag ein großer, für Versammlungen genutzter Saal. Im Erdgeschoss befanden sich die Krankenabteilung und die Klosterschule. Im selben Flügel lag auch die Wohnung des Priors. In der Mitte des Flügels befand sich der für die Brüder vorgesehene Eingang mit der Figur des heiligen Benedikt über der Tür. Im Ostflügel waren die Sakristei, der Kapitelsaal und die Bibliothek untergebracht. Im ersten Stock lag das Dormitorium der Mönche.
Ausgeschmückt wurden Kloster und Kirche innen mit Bildern des Malers Dehne aus Dillenburg. Bei ihnen handelte es sich um Darstellungen aus der Heiligen Schrift, ein Gastmahl des Herodes, eine Darstellung des reichen Prassers, ein Bild von Saul und David und ähnliche Werke. Für das Gästehaus schuf Dehne Bilder zur Verherrlichung des Benediktinerordens. Hinzu kamen Bilder des Klosters und seiner Besitzungen. Zahlreiche weitere Gemälde stellten die Äbte des Klosters, Päpste, Apostel und Märtyrer aus der Ordensgeschichte dar.
Das Kloster Grafschaft hat für die Ausbreitung des Barockstils in Westfalen, vor allem in den Landkreisen Meschede, Brilon und Lippstadt durch die Anfertigung von barocken Plastiken im Kloster unter Leitung von Laienbrüdern oder in unmittelbarer Nachbarschaft des Klosters durch dort ansässige Künstler eine gewisse Bedeutung besessen.

### Struktur des Konvents

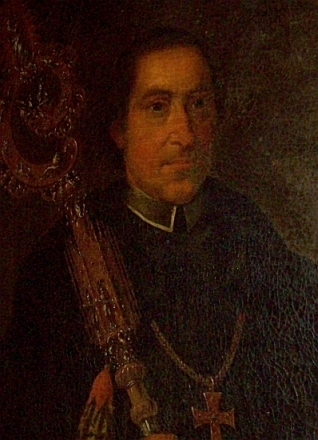
Ludwig Grona, Abt von 1742 bis 1765 (Gemälde gemalt 1742 von Dehne aus Dillenburg im Kloster Grafschaft)

Gegen Ende des 17. Jahrhunderts entstand mit der Monumenta monasterii Graffschafftensis eine Klosterchronik. Sie wurde im Jahre 1697 von dem Mönch und späteren Propst von Belecke Caspar Hilgenhövel auf Veranlassung des Abtes Emericus Quincken begonnen und von drei weiteren Schreibern bis zur Aufhebung des Klosters fortgesetzt. Daneben wurde in dieser Zeit ein Verzeichnis der Mönche und Äbte angelegt, das Angaben über alle Konventualen bis 1803 enthält. Dieser Catalogus Abbatum et Fratrum Monasterii Sancti Alexandrei führt den Abt, den Prior und den Subprior als leitende Klosterämter auf. Da die Äbte keinen großen Wert auf eine universitäre Ausbildung der Novizen legten, gab es für die Unterweisung neben einem Novizenmeister auch jeweils einen Lektor der Philosophie und der Theologie. Mit der Verwaltung der Gemeinschaft und ihres Besitzes war der Cellerar betraut. Zuständig für die Versorgung mit Lebensmitteln und deren Zubereitung war der Culinarius. Einem Spindarius oblag die Almosenausteilung. Ein Infirmar sorgte für Kranke und Alte. Der Sakristan war zuständig für die Gestaltung der Gottesdienste. Ein Kantor sorgte für den Gesang während der Liturgie. Hinzu kam ein Archivar.
Nach dem Catalogus wurden außerhalb des Klosters weitere Ämter vergeben. Dazu zählte die Bestimmung eines Propstes in Belecke, daneben die Besetzung von Kaplan- und Pfarrerstellen in verschiedenen Pfarreien. Hinzu kam ab 1639 die Bestimmung eines Priesters als Beichtvater für das Benediktinerkloster Odacker bei Warstein sowie für weitere Frauenkonvente. Außerdem wurden Lehrer an verschiedenen Dorfschulen eingesetzt. Hinzu kamen Verwalter für die klostereigenen Eisenwerke in Silbach und Latrop.
Die Brüder kamen nach dem Catalogus aus den Diözesen Köln, Paderborn, Münster, Osnabrück, Fulda und Trier. Die weitaus meisten stammten allerdings aus dem Herzogtum Westfalen und den angrenzenden Gebieten. Als Herkunftsort am häufigsten genannt wurde Paderborn, gefolgt von Schmallenberg, Warburg und Westernkotten. Mehr als dreimal genannt wurden Brilon, Erwitte, Geseke, Rüthen, Belecke, Münster, Trier sowie Winkhausen.
In der Berichtszeit des Catalogus hatte das Kloster in der Regel einen kontinuierlichen Nachwuchs. Zeitweise war der Zustrom beachtlich. So traten in elf Jahren jeweils vier bis sechs neue Novizen in den Konvent ein. Durchschnittlich trat in der Zeit zwischen 1631 und 1803 jährlich ein neuer Bruder ein. Das Durchschnittsalter der Novizen lag zwischen 18 und 20 Jahren, das durchschnittliche Sterbealter bei 58 Jahren.
Zwischen dem späten 17. Jahrhundert und dem Beginn des 19. Jahrhunderts sank die Zahl der Brüder nie mehr unter dreißig ab, zeitweise lag sie bei vierzig und 1746 wurden sogar fünfzig Konventualen gezählt. Von Nachwuchsmangel und Überalterung konnte auch zu Beginn des 19. Jahrhunderts nicht die Rede sein. 1801 wurden noch vier neue Brüder aufgenommen. Das Durchschnittsalter der dreißig Mönche im Jahr der Aufhebung betrug 44 Jahre.

### Vom Siebenjährigen Krieg bis zur Säkularisation
Von den Auswirkungen des Siebenjährigen Krieges war das Kloster stark betroffen. Die Gemeinschaft musste hohe Kontributionen leisten. Die Anlage wurde geplündert, die Mönche flohen in die Wälder, und die Gräber wurden geschändet. Nach einer Zeit der Armut konnte die Gemeinschaft sich wieder erholen. Unter Abt Friedrich Kreilmann aus Erwitte wurde ein neues Ökonomiegebäude für die klösterliche Eigenwirtschaft erbaut, und an der Gesamtanlage wurden die letzten Kriegsschäden beseitigt. Dennoch hatte sich die Gemeinschaft von den Auswirkungen des Krieges bis zur Aufhebung des Klosters nicht mehr erholt.
Vor allem der Wirtschaftshof wurde durch Brände in den Jahren 1788 und 1798 stark beschädigt. Dies hatte allerdings keine größeren Auswirkungen auf das Klosterleben. Das Ende des Klosters begann mit dem Übergang des Herzogtums Westfalen an Hessen-Darmstadt im Jahr 1802. In diesem Zusammenhang stand auch die Auflösung der meisten Klöster des Herzogtums. Am 26. Oktober 1803 ging das Kloster in zivilen Besitz über. Den letzten zweiunddreißig Brüdern wurde zwar noch gestattet, das Namensfest ihres Patrons, des heiligen Benedikt, am 21. März 1804 zu feiern. Anschließend mussten die Mönche das Kloster verlassen. Allerdings erhielten sie eine staatliche Pension.

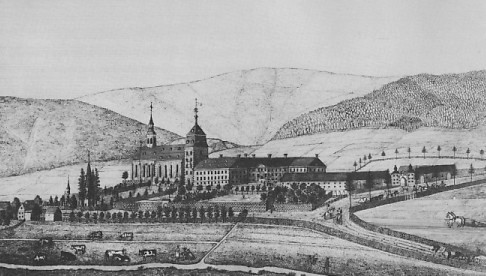
Kloster Grafschaft hier noch mit der Klosterkirche (Zeichnung um 1830)

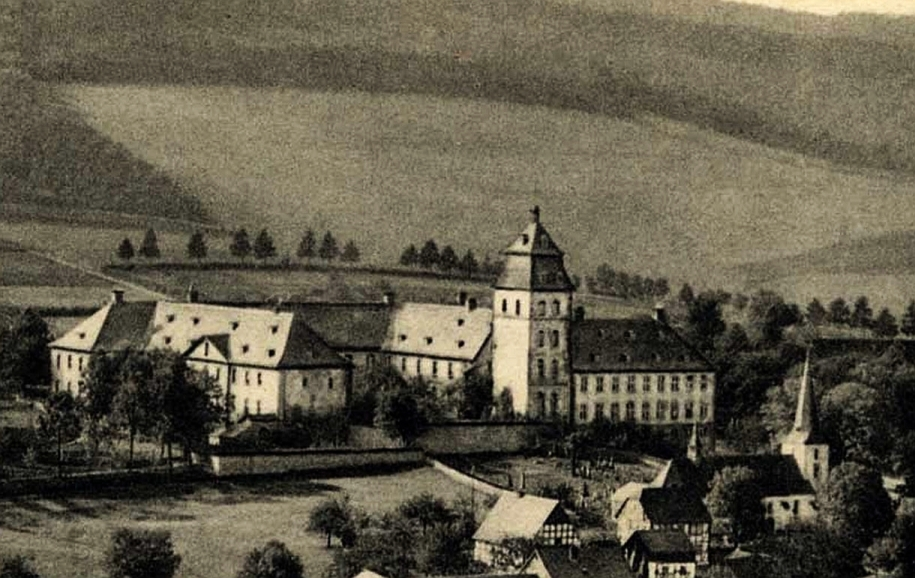
Kloster Grafschaft nach dem Abriss der Kirche

Bei der Aufhebung waren etwa 1000 Morgen Land im Besitz des Klosters. Der Gebäudekomplex und die zugehörigen Besitzungen gingen zunächst in den Besitz des hessischen Staates über. Nach der Übertragung der Region an Preußen wurde er preußische Staatsdomäne. Im Jahr 1827 ging der Besitz an die Freiherrn von Fürstenberg über. Der Verkauf ohne den Waldbesitz brachte dem Staat 36.000 Taler ein. Auch heute noch ist das Kloster im Besitz der Familie von Fürstenberg. Die große Kirche war der Gemeinde Grafschaft als Pfarrkirche angeboten worden. Da die Kommune die hohen Unterhaltskosten nicht aufbringen konnte und die von Fürstenberg auch die Kosten scheuten, wurde die barocke Kirche 1832 mit Ausnahme des noch aus dem Mittelalter stammenden Turms abgerissen. An der Stelle der Kirche entstand 1962 der Nordflügel der heutigen Anlage. Ein Teil des Baumaterials der abgebrochenen Kirche wurde beim Bau der katholischen Pfarrkirche St. Burchard in Oedingen genutzt.
Die Kunstwerke aus der Klosterkirche gelangten in andere Sauerländer Kirchen. Der Altar kam zunächst nach Attendorn und anschließend nach Fröndenberg. Die Kanzel und die Beichtstühle kamen in die Propsteikirche in Arnsberg. Eine weitere Kanzel kam nach Geseke, die von Orgelbauer Johann Philipp Seuffert im Jahre 1747 fertiggestellte Kirchenorgel kam nach Frankenberg und die verbliebenen Register später ins Kloster Banz. Die Apostelstatuen kamen in die St.-Jakobus-Kirche nach Winterberg. Viele Kunstwerke gelangten durch die Übersiedlung des ehemaligen Abtes nach Belecke. Der Kreuzaltar, einer der fünf Nebenaltäre, kam in die katholische Kreuzerhöhungskirche nach Wissen. Teile des Hochaltars befinden sich sogar in der entfernten St. Barbarakirche in Büddenstedt in Niedersachsen. Viel wurde auch verstreut und konnte in den letzten Jahren von den heute im Kloster ansässigen Schwestern teilweise wieder erworben werden.
Das 1772 systematisch geordnete Archiv wurde nach 1804 zunächst ins Archivdepot nach Arnsberg und Mitte des 19. Jahrhunderts ins Staatsarchiv Münster übergeführt, wo heute noch die meisten Archivalien lagern. Die wertvollsten Handschriften jedoch hatte der hessische Landgraf Ludwig I. wegschaffen lassen. So befinden sich heute noch 22 Grafschafter Handschriften in der Universitäts- und Landesbibliothek Darmstadt. Nach der Säkularisation gelangte ein Teil der Bibliothek mit dem letzten Abt nach Belecke und von dort in die Bibliothek der Erzbischöflichen Akademie nach Paderborn. Ein anderer Teil kam in die Bibliothek der Regierung nach Arnsberg, die ihn angeblich der Universitätsbibliothek Bochum als Erstausstattung überließ. Einzelstücke befinden sich in verschiedenen benachbarten Pfarreien.

## Neugründung als Kloster der Borromäerinnen

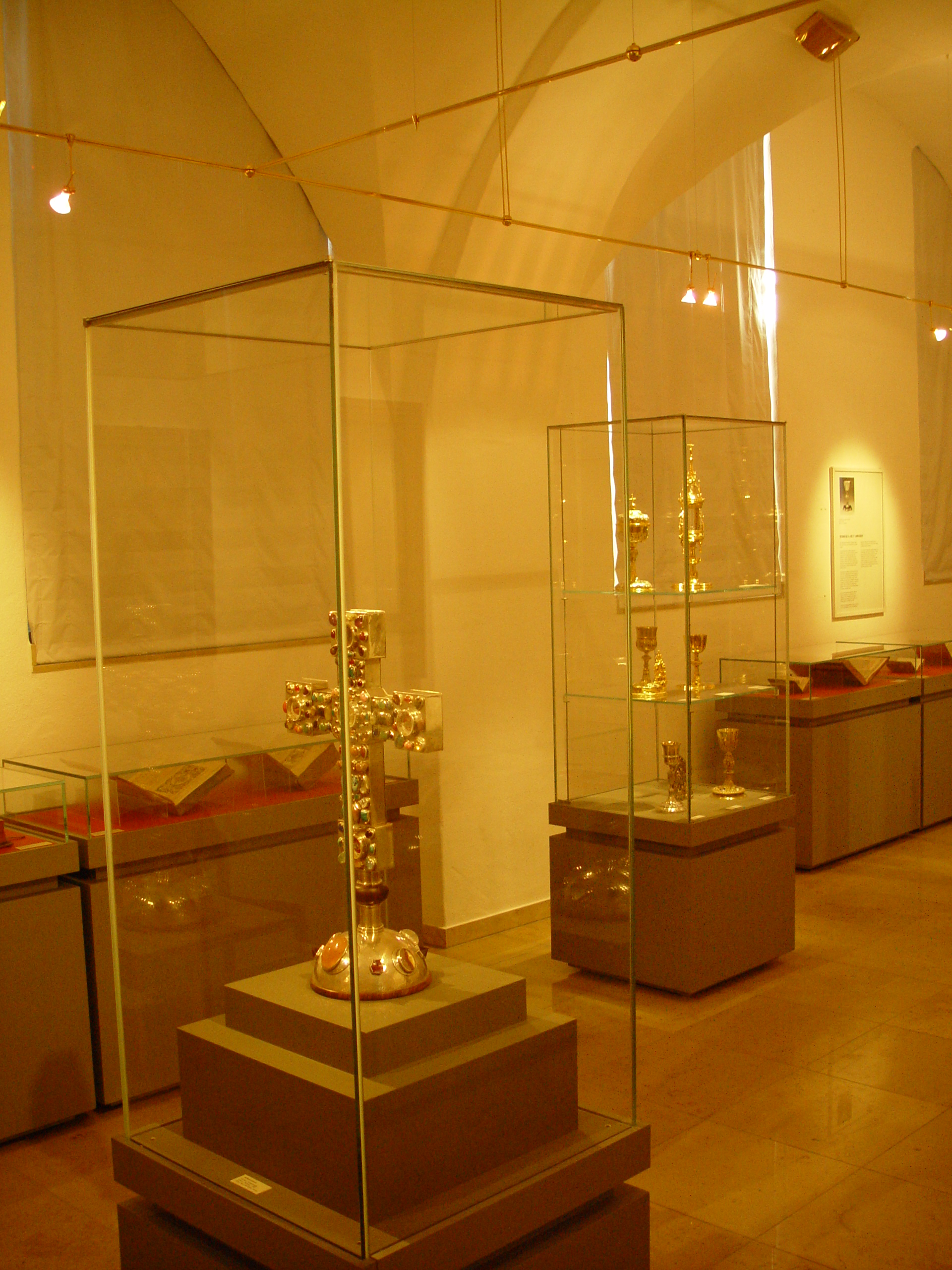
Im Klostermuseum

Neben dem landwirtschaftlichen Betrieb wurden die Klostergebäude im 19. und 20. Jahrhundert vielfältig genutzt. Der Ortspfarrer von Grafschaft hatte dort noch immer Wohnrecht. Im Komplex befanden sich zeitweise Schulräume der Dorfschule und Wohnungen der Lehrer. In der Zeit des Nationalsozialismus wurde im Kloster ein Schullandheim eingerichtet. Weit fortgeschritten waren Pläne dort eine Lehrerbildungsanstalt einzurichten. Die Umbauarbeiten hatten begonnen, wurden aber kriegsbedingt nicht zu Ende geführt. Während des Zweiten Weltkrieges fanden etwa 40 ausgebombte Familien aus dem Ruhrgebiet Unterkunft. Außerdem diente das vom Bombenkrieg verschonte Klostergebäude zur Einlagerung gefährdeter Kunst- und Kulturgüter. So lagerten dort Teilbestände der Museen der Städte Düsseldorf und Dortmund, des Heimatmuseums Essen sowie Teile des Archivs der Stadt Dortmund. Große Firmen horteten im Kloster Mangelware. Allein 43.000 Flaschen Kognak lagerten in Schmallenberg. Am Ende des Krieges wurde das Gebäude doch noch durch Kriegshandlungen beschädigt.
Ein neuer Anfang monastischen Lebens begann nach dem Zweiten Weltkrieg. Die Vertreibung der deutschen Bevölkerung aus Schlesien betraf auch die Borromäerinnen der Trebnitzer Kongregation. Der Ordensleitung war es gelungen, für sie das Kloster Grafschaft zu pachten. Unter anfangs primitiven Umständen kamen 1948 die ersten Schwestern nach Grafschaft. Vom Haus Fürstenberg erhielten sie einen Pachtvertrag und später einen für die Schwestern günstigen Erbpachtvertrag. Durch eine Bürgschaft des Freiherrn von Fürstenberg erhielten die Borromäerinnen erste Geldmittel zur Instandsetzung der Gebäude. Einen schweren Rückschlag bedeutete die Währungsreform, die das inzwischen gesammelte Geld weitgehend entwertete. Zeitweise wollten die Schwestern aufgeben, entschieden sich aber für die Fortsetzung der Arbeit. Sie schränkten sich weiter ein und verrichteten vermehrt auch schwere körperliche Arbeiten. Als 1950 der erste Bauabschnitt beendet war, weihte Erzbischof Lorenz Jaeger das Kloster feierlich ein.
In den folgenden Jahrzehnten entstand neben dem neuen Mutterhaus für die Kongregation das Fachkrankenhaus Kloster Grafschaft sowie später auch ein Altersheim für Schwestern. Im Mutterhaus befinden sich zwei Kapellen. Eine im modernen Stil gehaltene große Kapelle dient für Gottesdienste und Stundengebete. Die Annokapelle mit Reliquien des Klostergründers im Klosterturm, dem ältesten Teil der Anlage, dient als Ort stiller Kontemplation.
Von 1951 bis 1983 leitete Elisabeth Schache als Generalprokuratorin von hier aus die Geschicke der ehemals schlesischen Kongregation. Bis heute wurden an den Gebäuden weitere zahlreiche Umgestaltungen und Neubauten unter Beachtung des Denkmalschutzes vorgenommen.
Die Schwestern unterhalten auch ein kleines Museum im Kloster. Darin befinden sich einige liturgische Geräte, Paramente, Reliquien und andere religiöse Kunstwerke aus der Zeit des alten Klosters; sie sind nach der Gründung der Borromäerinnenniederlassung durch Kauf oder Schenkung nach Grafschaft zurückgekommen. Hinzu kamen Stücke aus der Vergangenheit der Schwesterngemeinschaft.
Bewusst in die Tradition Grafschaft gestellt hat sich die 1956 gegründete Benediktinerabtei Königsmünster in Meschede. Sie übernahm nicht nur das Hirschgeweih aus dem Wappen von Grafschaft, sondern die Mönche erarbeiteten auch ein Nekrologium der Grafschafter Brüder, um am Todestag im Gebet ihrer zu gedenken.

## Äbte des Klosters

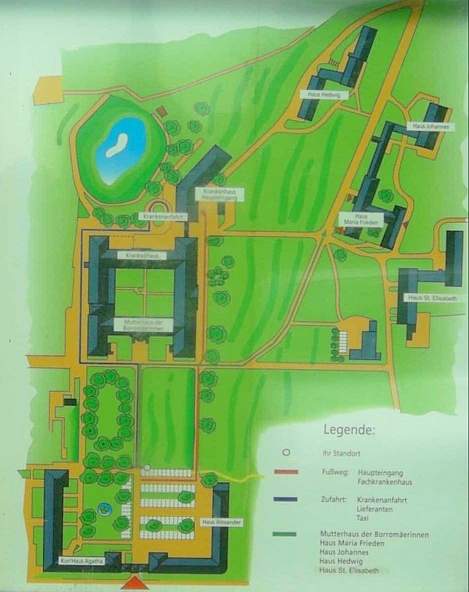
Plan des Klosters Grafschaft und des angeschlossenen Fachkrankenhauses

In der Zeit von 1072 bis 1804 führten 35 Äbte die Benediktinerabtei.
- Liutfried war der erste Abt des Klosters. Er kam vermutlich aus dem Kloster Siegburg und war Abt von 1072 bis zu seinem Tod (nach dem 6. Juni 1115).
- Wigbert war vermutlich um 1137 bis zum 19. Januar 1141 Abt
- Benedikt war um 1140 Abt
- Otto war um 1145 Abt
- Willicus war um 1160 Abt
- Siegfried war um 1168 Abt
- Uffo war um 1170 bis zum 16. Februar 1176 Abt
- Harwicus war um 1194 Abt
- Adolf war von 1214 bis zum 23. Juni 1238 Abt
- Widukind von Wittgenstein war von 1258 bis zum 14. November 1272 Abt
- Gottfried von Bilstein war von 1272 bis 1285 Abt
- Luitbert von Rödinghausen war von 1290 bis 1301 Abt
- Widukind II. war 1322 als Abt bezeugt
- Gottfried von Padberg war von 1325 bis 25. Mai 1343 Abt
- Theoderich von Schnellenberg war von 1344 bis 27. Mai 1391 Abt
- Arnold von Beringhausen war von 1402 bis zum 4. Mai 1404 Abt
- Rötger von Schade war von 1404/1434 bis zum 9. März 1469 Abt
- Hermann von Visbecke († 20. April 1484 oder 1489) war von 1472 bis 1483 Abt
- Peter von Dörenbach († 11. Februar 1524 in Schmallenberg) war von 1489 bis zum 19. August 1507 Abt
- Albert von Köln († 18. Oktober 1525 in Köln) war vom 29. August 1507 bis zum 18. Oktober 1525 Abt
- Jacob Müller von Alboem (* vermutlich vor 1500; † 28. Oktober 1549) war Abt von 1525 bis zu seinem Tod
- Matthäus Müller von Arpe († 28. Oktober 1551) war von 1549 bis zum 29. April 1551 Abt
- Rotger under der Linden war von 1551 bis 1584 Abt
- Heinrich Steinhoff (* um 1540 in Würdinghausen; † 20. Oktober 1611 in Grafschaft) war Abt in der Zeit von 8. April 1585 bis 1609
- Gottschalk von Dael († 14. Oktober 1612) war von 1609 bis September 1612 Abt
- Gabel Gobelinus Schaffen (* 1582 in Warburg; † 10. Mai 1650 in Abdinghof) war vom 27. September 1612 bis 1633 Abt
- Johannes Worth (* 1604 in Rietberg) war vom 8. Juni 1633 bis zum 10. April 1671 Abt
- Godfried Richardi (* 1629 in Oberberndorf; † 9. April 1682) war vom 22. April 1671 bis zum 9. April 1682 Abt
- Emericus Quincken (* 1639 in Schmallenberg) war vom 9. Juni 1682 bis zu seinem Tod 18. September 1707 Abt
- Beda Weller (* 1656 in Brunskappel) war vom 5. Oktober 1707 bis 14. Mai 1711 Abt
- Coelestin Höynck (* 1659 in Arnsberg) war vom 9. Juni 1711 bis 25. Oktober 1727 Abt
- Ambrosius Bruns (* 1678 in Borcholz) war vom 17. November 1727 bis 21. August 1730 Abt
- Josias Poolmann (* 10. Januar 1687 in Oetteler/Waldeck) war vom 12. September 1730 bis zum 7. Oktober 1742 Abt
- Ludwig Grona (* 29. Januar 1700 in Borchen bei Paderborn) war vom 6. November 1742 bis zum 7. August 1765 Abt
- Friedrich Kreilmann (* 1719 in Erwitte) war von 10. September 1765 bis 16. September 1786 Abt
- Edmund Rustige (* 14. Februar 1746 in Erwitte; † 21. Juni 1816 in Warstein) war vom 17. Oktober 1786 an letzter Abt